# Alexandre Dechet

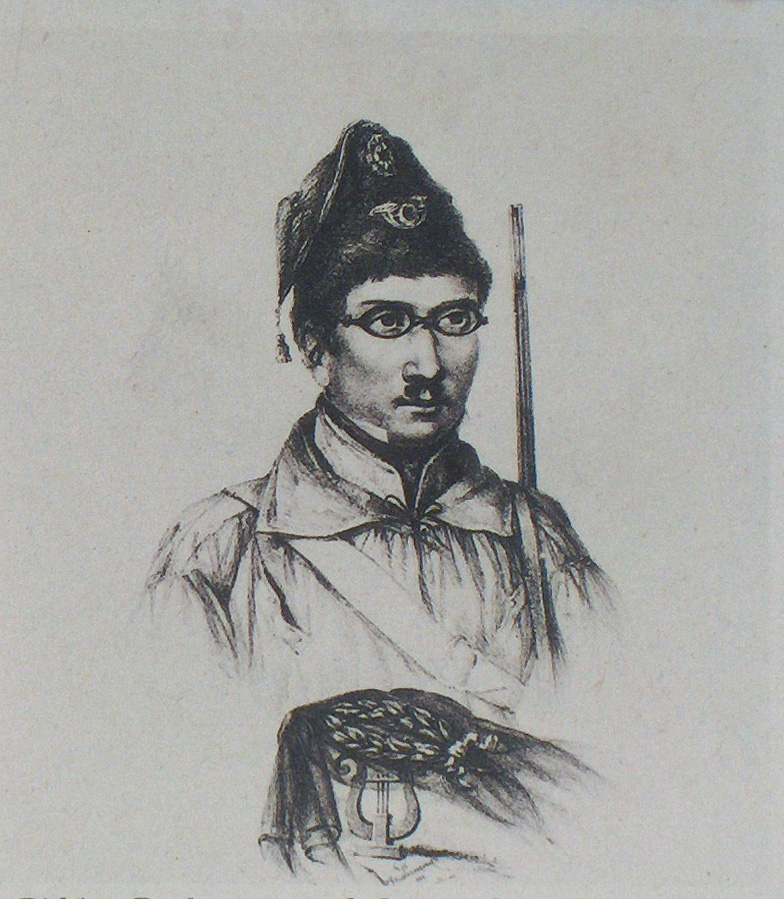
Portret

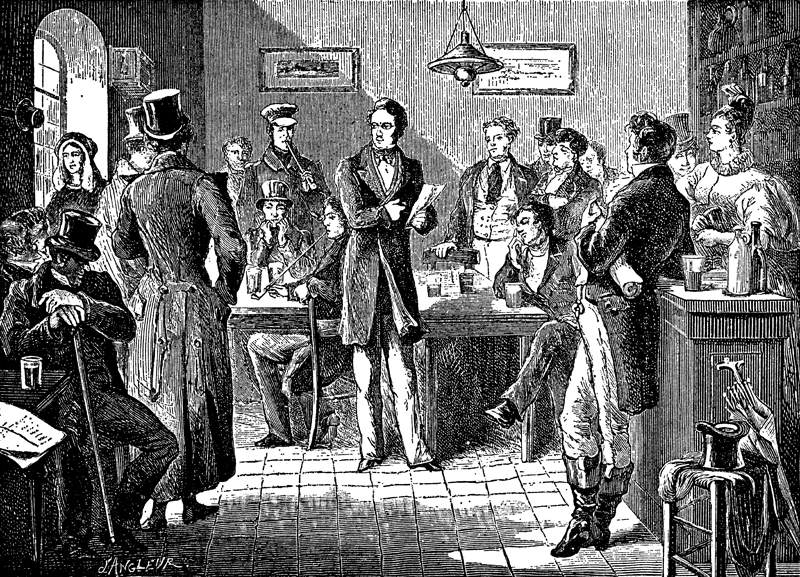
Jenneval draagt de Brabançonne voor in een Brussels café (litho van d'Angleur)

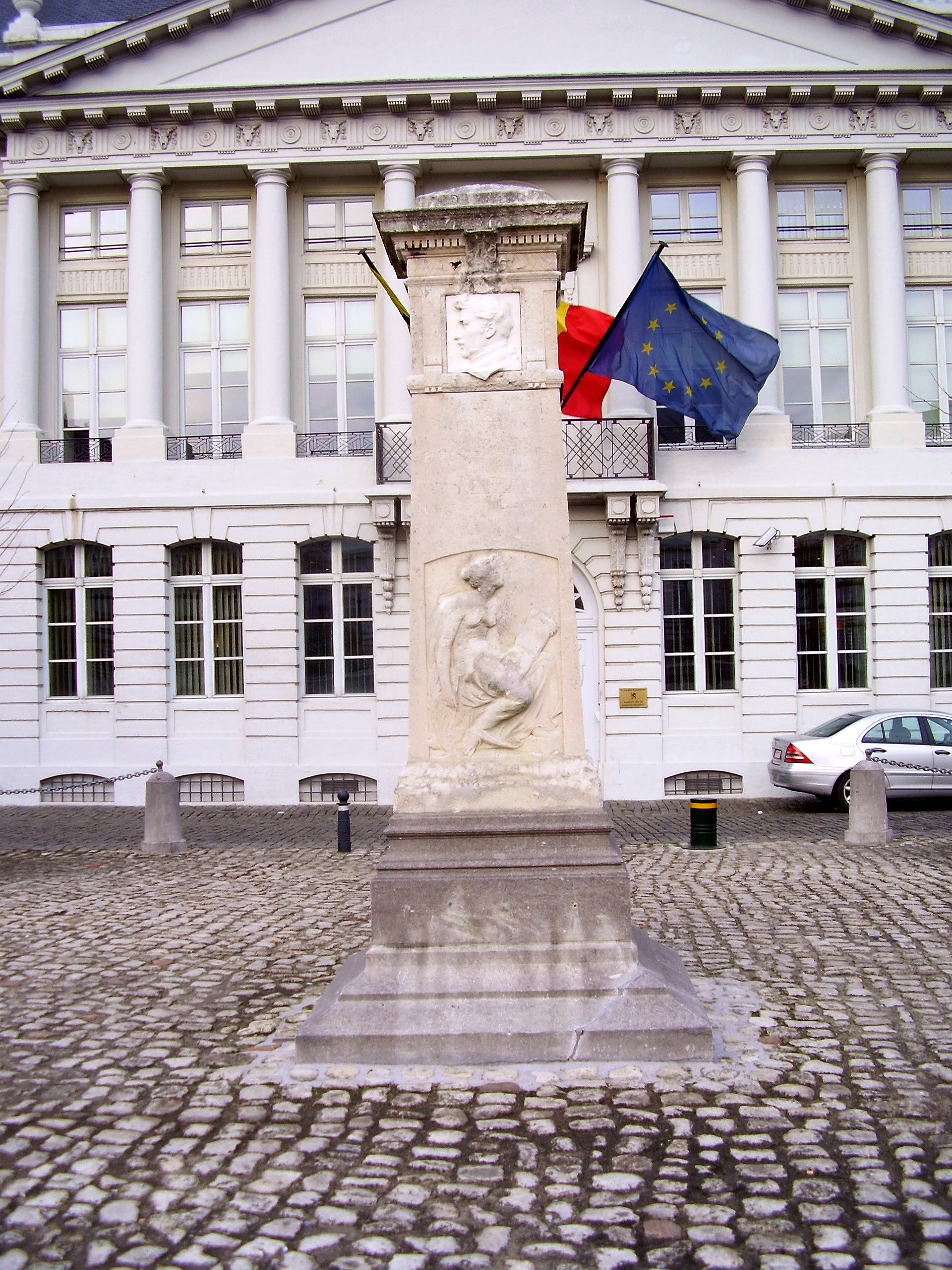
Monument op het Martelaarsplein

Hypolite Louis Alexandre Dechet, ook Dechez, beter bekend als Jenneval (Lyon, 20 januari 1801 - Boechout, 18 oktober 1830) was een Frans theateracteur. Hij vocht in de Belgische Revolutie en schreef toen de tekst van de Brabançonne, die het Belgische volkslied werd. Korte tijd later sneuvelde hij.
Zijn pseudoniem Jenneval verwees mogelijk naar het toneelstuk Jenneval, ou le Barnevelt français (1769) van Louis Sébastien Mercier.

## Leven
Dechet werkte achtereenvolgens in Ajaccio, Marseille en vanaf 1826 in Parijs. Hij speelde er in het Odéon en vervolgens in de Comédie Française, waar hij rollen had in stukken van Molière en Voltaire. Via Rijsel kwam hij in 1828 in Brussel terecht om te acteren in de Muntschouwburg. Voor de Julirevolutie in 1830 keerde hij terug naar Parijs. Na afloop maakte hij in België een volgende opstand mee.
De opvoering van de opera De Stomme van Portici werd aangegrepen om in Brussel rellen te ontketenen. Op 25 en 26 augustus 1830 vonden plunderingen plaats. Jenneval nam dienst bij de Brusselse stadswacht, die de orde herstelde, en schreef op 27 augustus een gedicht waarin hij het behoud van de Oranjedynastie afhankelijk maakte van het ingaan op de hervormingseisen. Op aanraden van drukker Jean-Joseph Jorez (1798-1876), bij wie hij het liet verspreiden als vlugblad, veranderde hij de titel La Bruxelloise in La Brabançonne. De eerste strofen verschenen op 7 september in licht gewijzigde vorm in de oppositiekrant Courrier des Pays-Bas. François Van Campenhout hoorde deze Brabançonne naar verluidt in café Cantoni en was zo enthousiast dat hij er andere muziek voor maakte. Het resultaat werd op 12 september gebracht door de tenor Jean-François Lafeuillade op de heropening van de Munt.
Ondertussen radicaliseerde de opstand. Jenneval werd lid van de republikeinse Réunion centrale en vocht tijdens de Septemberdagen mee aan het Warandepark. Na de Nederlandse evacuatie herwerkte Jenneval de tekst van de Brabançonne tot een derde versie, die op 28 september werd gebracht door Van Campenhout in café L'Aigle d'Or in de Greepstraat. Begeesterd riepen de aanwezigen het lied uit tot nationale hymne.
Na het Brusselse succes wilden de opstandelingen het momentum grijpen om het leger verder te bestoken. Jenneval moedigde Frédéric de Mérode aan om het vrijwilligerskorps van Chasteler te vormen, waarbij ze zich beiden aansloten. Het was een jagerseenheid die deelnam aan de veldtocht van Charles Niellon naar het noorden. Op 10 oktober trad Jenneval een laatste keer op tijdens een benefietavond voor gewonde patriotten in de Muntschouwburg. Acht dagen later sneuvelde hij op campagne in een gevecht tegen Nederlandse troepen bij Boechout (meer exact op de Holle Weg nabij het Hof van Boechout).

## Eerbetoon
Jean-Baptiste Vautier schreeft een Hommage aux mânes de Jenneval, waarvoor Van Campenhout de muziek componeerde. Hij bracht het lied op 13 januari 1831 tijdens een benefiet voor Jennevals weduwe.
Op het Martelaarsplein in Brussel werd in 1833 een buste van Jenneval geplaatst boven zijn graf. In 1897 is ze vervangen door een herdenkingszuil ontworpen door Emile Anciaux, met sculpturen van Alfred Crick.
In Sint-Joost-ten-Node is er een Jennevalstraat. In Boechout, waar hij sneuvelde, is er ook een Jennevallaan.

## Voetnoten
1. ↑  David Vergauwen, "Frans Van Campenhout als patriot en vrijmetselaar. Episodes uit het leven van de auteur van de 'Brabançonne'", in: Belgisch Tijdschrift voor Muziekwetenschap, 2013, p. 118

- Bibliothèque nationale de France: cb14329475t (data)
- International Standard Name Identifier: 0000 0003 8315 3346
- Library of Congress Control Number: no2009072513
- MusicBrainz: d51db050-a954-4548-aebc-205e9ed4da83
- Virtual International Authority File: 268880890
- WorldCat: E39PBJwxPD6xh8f8CFCGhBDpfq